# José Maria Alkmin
José Maria Alkmin, né le 11 juin 1901 à Bocaiúva (Brésil) et mort le 22 avril 1974 à Belo Horizonte (Brésil), est un homme politique brésilien d'ascendance libanaise.
Il est le vice-président du général Castelo Branco, premier dirigeant de la dictature militaire brésilienne entre 1964 et 1967.